# Sword Art Online Alternative Gun Gale Online
Sword Art Online Alternative Gun Gale Online (ソードアート・オンライン オルタナティブ ガンゲイル・オンライン, Sōdo Āto Onrain Orutanatibu Gangeiru Onrain) est un light novel écrit par Keiichi Sigsawa et illustré par Kōhaku Kuroboshi. Il est publié par ASCII Media Works depuis le 10 décembre 2014 et comporte 14 volumes. Sword Art Online Alternative Gun Gale Online a été adapté en un manga, dessiné par Tadadi Tamori et publié depuis 2015. Une série télévisée d'animation en 12 épisodes est diffusée entre le 8 avril et le 30 juin 2018. Dans les pays francophones, cette série est licenciée par Wakanim. Une deuxième saison est diffusée de octobre à décembre 2024.
Sword Art Online Alternative Gun Gale Online est une série dérivée de l'univers de Sword Art Online, qui prend place dans le jeu Gun Gale Online et suit d'autres protagonistes.

## Synopsis
Après l'incident survenu au sein du jeu Sword Art Online, au cours duquel près de 10 000 joueurs se sont retrouvés piégés le jour du lancement, les MMO en réalité virtuelle ont perdu la confiance des joueurs. Les exemplaires du NerveGear, appareil permettant de jouer à SAO, ont été rappelés et détruits. Par la suite, une nouvelle machine appelée AmuSphere est commercialisée, et elle s'accompagne d'un kit de développement sans licence, Seed. La popularité des jeux VR connaît une soudaine résurgence.
L'histoire a pour protagoniste Karen Kohiruimaki, une étudiante gameuse complexée par sa grande taille. Elle se met à jouer au jeu VR Gun Gale Online parce qu'il lui permet d'endosser l'apparence kawaii dont elle a toujours rêvé.

## Personnages

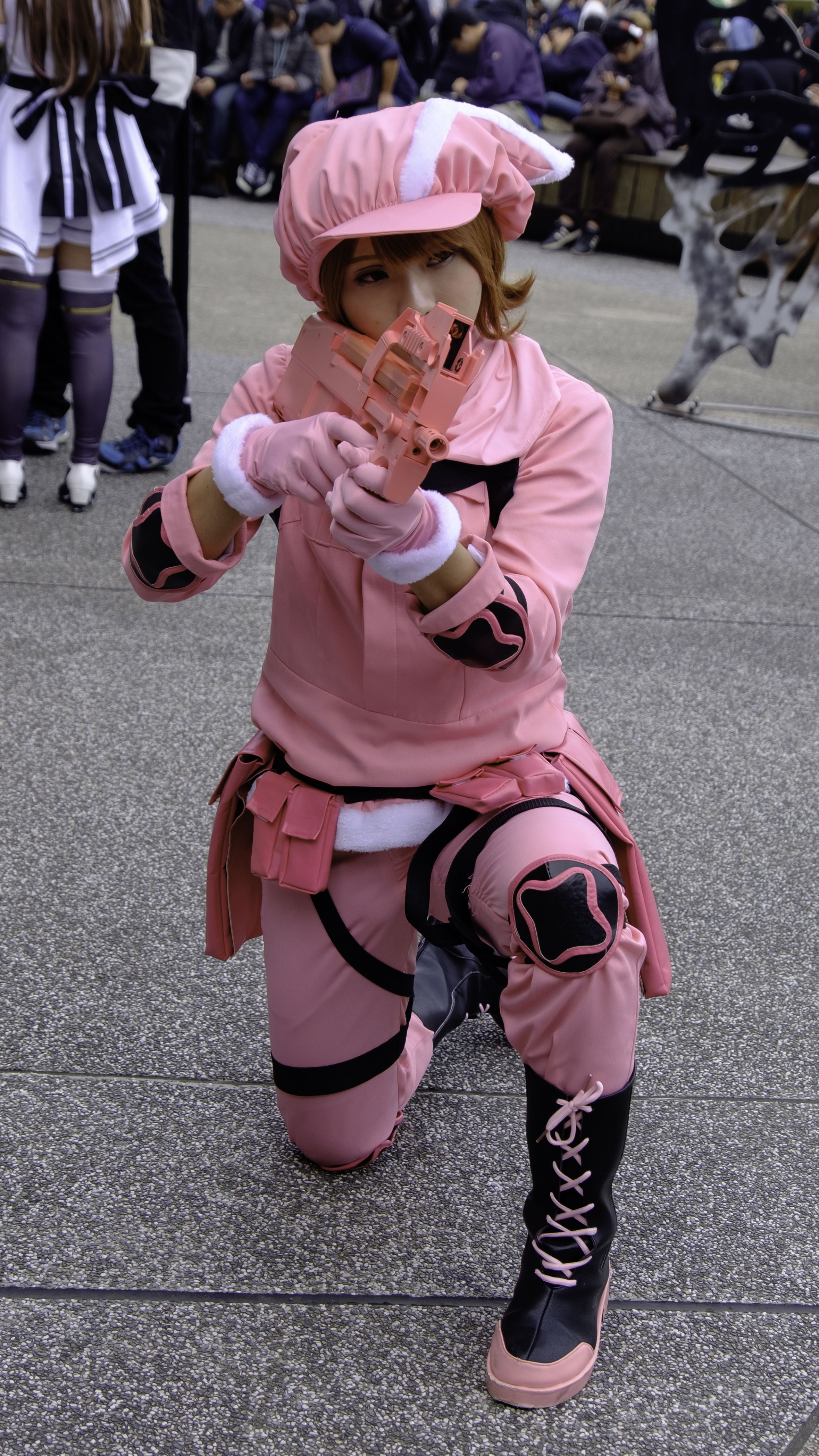
Cosplayeuse de Llenn

Llenn (レン, Ren) / Karen Kohiruimaki (小比類巻 香蓮, Kohiruimaki Karen)
Voix japonaise : Tomori Kusunoki, voix française : Sandra Vandroux
Une jeune fille originaire d'Obihiro (Hokkaidō). Elle est timide et sa grande taille de 1,83 m la complexe. Entendant dire que quiconque peut ressembler à ce qu'il souhaite dans les jeux vidéo, elle se met à les enchaîner en vue de se trouver un avatar petit et mignon. C'est finalement dans le jeu Gun Gale Online qu'elle trouve son bonheur. Malgré son manque d'intérêt initial pour le jeu en question, elle finit par y trouver beaucoup de plaisir et s'équipe d'une tenue rose et d'un FN P90 de la même couleur qu'elle surnomme affectueusement « P-chan ».
Pitohui (ピトフーイ, Pitofūi) / Elsa Kanzaki (神崎 エルザ, Kanzaki Eruza)
Voix japonaise : Yōko Hikasa, ReoNa (chant), voix française : Elodie Lasne
Pitohui, ou Pito, est la première amie de Llenn dans Gun Gale Online. Pitohui guide Llenn alors qu'elle débute dans le jeu, mais cette dernière ignore que sa véritable identité est celle d'Elsa Kanzaki, sa chanteuse préférée. Pitohui arrive à trouver l'origine géographique de Karen grâce à son accent. C'est une fanatique d'armes, elle ne cesse d'en changer pour toutes les essayer. Elle avoue même à Llenn avoir essayé d'acheter le fusil PGM Hécate II de Sinon (de SAO), mais sans succès.
M (エム, Emu) / Gōshi Asōgi (阿僧祇 豪志, Asōgi Gōshi)
Voix japonaise : Kazuyuki Okitsu, voix française : Michaël Maïnö
M est le coéquipier de Llenn dans le premier Squad Jam. Son avatar est un homme imposant qui porte une tenue de militaire. Il est tireur d'élite à moyenne portée, et dispose d'une connaissance étendue des stratégies et tactiques militaires. Il se sert principalement d'un fusil de précision Mk 14 Enhanced Battle Rifle (en), une variante du M14 mais possède également un pistolet semi-automatique Modèle:Lieb. Dans la vraie vie, M est Gōshi, un ami de longue date d'Elsa ainsi que son manager. Il était auparavant en sévère surpoids, et était un de ses stalkers. Elsa l'a puni et en a fait son 'serviteur'.
Fukaziroh (フカ次郎, Fukajirō) / Miyu Shinohara (篠原 美優, Shinohara Miyu)
Voix japonaise : Chinatsu Akasaki, voix française : Emilie Charbonnier
Miyu est la meilleure amie de Karen, originaire de la même ville d'Hokkaidō. Accro aux jeux VR, elle lui donne souvent des conseils. Elle joue habituellement à Alfheim Online sous l'apparence d'une sylphe, mais à la suite d'une demande de llenn elle participe occasionnellement aux événements Squad Jam de Gun Gale Online sous le pseudonyme Fukaziroh.

## Light novel
Le 18 septembre 2014, Dengeki Bunko annonce que Keiichi Sigsawa sera l'auteur d'un light novel basé sur l'œuvre Sword Art Online de Reki Kawahara. La série est supervisée par ce dernier, illustrée par Kōhaku Kuroboshi, et publiée par ASCII Media Works (le premier volume est édité le 10 décembre sous le label Dengeki). Lors de sa conférence à Anime NYC, le 18 novembre 2017, Yen Press annonce avoir acquis la licence de la série.

## Manga
Le 27 octobre 2015, le magazine de seinen manga Dengeki Maoh lance l'adaptation de Sword Art Online Alternative Gun Gale Online dessinée par Tadadi Tamori. Yen Press annonce avoir acquis la licence de la série lors de la Sakura-Con, le 15 avril 2017.

## Anime
Une adaptation en anime est annoncée au Dengeki Bunko Fall Festival, le 1er octobre 2017. La série est réalisée par Masayuki Sakoi, scénarisée par Yōsuke Kuroda et animée par le Studio 3Hz. Le character-design a été confié à Yoshio Kosakai,. La chanson de l’opening s'intitule Ryūsei (流星, Météore) et est interprétée par Eir Aoi. La chanson de l’ending s'intitule To see the future et est interprétée par Tomori Kusunoki,.
La série est diffusée pour la première fois au Japon entre le 8 avril 2018 et le 30 juin 2018 sur Tokyo MX, BS11, Tochigi TV (GYT), Gunma TV (GTV), et un peu plus tard sur MBS TV et TV Aichi,. Elle sera publiée sous la forme de 6 coffrets BD/DVD comprenant 2 épisodes chacun, pour un total de 12 épisodes. La série a notamment été licenciée par Wakanim pour les pays francophones, et Aniplex of America pour les États-Unis, où elle est diffusée en simulcast sur Crunchyroll et Hulu.
Le 15 juillet 2023, une deuxième saison est annoncée lors du 30e anniversaire du Dengeki Bunko. Cette saison grade la même équipe de réalisation et le casting de la saison précédente mais le studio 3Hz est remplacé par le studio A-1 Pictures. La série est diffusée du 5 octobre, au 21 décembre 2024.

### Liste des épisodes

#### Saison 1
| No  | Titre français                  | Titre japonais               | Titre japonais              | Date de 1re diffusion |
| No  | Titre français                  | Kanji                        | Rōmaji                      | Date de 1re diffusion |
| --- | ------------------------------- | ---------------------------- | --------------------------- | --------------------- |
| 1   | Squad Jam                       | スクワッド・ジャム           | Sukuwaddo Jamu              | 8 avril 2018          |
| 2   | GGO                             | GGO                          | GGO                         | 15 avril 2018         |
| 3   | Courrier de fan                 | ファンレター                 | Fan Retā                    | 22 avril 2018         |
| 4   | Death Game                      | デスゲーム                   | Desu Gēmu                   | 29 avril 2018         |
| 5   | La dernière bataille est mienne | ラストバトルは私に           | Rasuto Batoru wa Watashi ni | 6 mai 2018            |
| 5.5 | Refrain                         | ルフラン                     | Rufuran                     | 13 mai 2018           |
| 6   | SAO Loser                       | SAO失敗者                    | SAO Rūzā                    | 20 mai 2018           |
| 7   | Le deuxième Squad Jam           | セカンド・スクワッド・ジャム | Sekando Sukuwaddo Jamu      | 27 mai 2018           |
| 8   | Pièges                          | ブービートラップ             | Būbī Torappu                | 3 juin 2018           |
| 9   | Le massacre de dix minutes      | 十分間の鏖殺                 | Juppunkan no Ōsatsu         | 9 juin 2018           |
| 10  | Le retour du démon              | 魔王復活                     | Maō Fukkatsu                | 16 juin 2018          |
| 11  | Llenn disjoncte                 | イカれたレン                 | Ikareta Ren                 | 23 juin 2018          |
| 12  | Applaudissements                | 拍手                         | Hakushu                     | 30 juin 2018          |

#### Saison 2
| No      | Titre français                          | Titre japonais           | Titre japonais              | Date de 1re diffusion |
| No      | Titre français                          | Kanji                    | Rōmaji                      | Date de 1re diffusion |
| ------- | --------------------------------------- | ------------------------ | --------------------------- | --------------------- |
| 1 (13)  | Jamais deux sans toi                    | 二度あることは三度ある   | Ni do aru kotowa san do aru | 5 octobre 2024        |
| 2 (14)  | Le plan fourgon                         | 大貨車作戦               | Dai kasha sakusen           | 12 octobre 2024       |
| 3 (15)  | Clarence et Charlie                     | クラレンスとシャーリー   | Kurarensu to Shārī          | 19 octobre 2024       |
| 4 (16)  | Règle spéciale activée                  | 特別ルール、発動         | Tokubetsu rūru, hatsudō     | 26 octobre 2024       |
| 5 (17)  | Betrayers choice                        | ビトレイヤーズ・チョイス | Bitoreiyāzu・Choisu         | 2 novembre 2024       |
| 6 (18)  | La bataille du il reste encore du temps | まだ時間はある攻防戦     | Mada jikan wa aru kōbōsen   | 9 novembre 2024       |
| 7 (19)  | Turnover                                | ターン・オーバー         | Tān・Ōbā                    | 16 novembre 2024      |
| 8 (20)  | Duel                                    | 決闘                     | Kettō                       | 23 novembre 2024      |
| 9 (21)  | Invitation sur le front                 | 戦場への招待             | Senjō e no shōtai           | 30 novembre 2024      |
| 10 (22) | Le château démoniaque                   | 悪魔の城                 | Akuma no shiro              | 7 décembre 2024       |
| 11 (23) | L'assaut de Pitohui                     | ピトフーイの突撃         | Pitofūi no Totsugeki        | 14 décembre 2024      |
| 12 (24) | Raison de combattre                     | 戦う理由は               | Tatakau Riyū wa             | 21 décembre 2024      |

## Ventes
Pendant le premier semestre de l'année 2015, Gun Gale Online est la 11e série de light novels la plus vendue au Japon, son premier et son deuxième volume atteignant respectivement la 8e et 17e place. Le 4e volume est le 25e light novel le plus vendu du premier semestre de l'année 2016. À la date du 1er mai 2018, Gun Gale Online a atteint le million d'exemplaires vendus.